# Christina Baum
Christina Baum (geb. Sauser; * 21. März 1956 in Kleingrabe, DDR) ist eine rechtsextreme deutsche Politikerin (AfD) und seit 2021 Mitglied des Deutschen Bundestags.

## Leben und Beruf
Nach dem Abitur 1974 an der Erweiterten Oberschule in Mühlhausen/Thüringen studierte Christina Baum bis 1976 Zahnmedizin an der Karl-Marx-Universität Leipzig und im Anschluss an der Medizinischen Akademie Erfurt. Sie schloss 1979 das Studium als Diplom-Stomatologin ab und begann eine Weiterbildung zur Fachzahnärztin für Allgemeine Stomatologie an der Poliklinik Mühlhausen, die sie 1984 beendete. Von 1983 bis 1989 arbeitete Baum als Betriebszahnärztin im VEB Obertrikotagen „Mülana“.
Baum stellte 1985 einen Ausreiseantrag aus der DDR, der vier Jahre später bewilligt wurde. Nach ihrer Ausreise in die Bundesrepublik wurde sie 1990 an der Universität Würzburg mit der Arbeit Der Einfluss des Waschprozesses und der Dampfsterilisation auf den Verschleiß von OP-Textilien zum Dr. med. dent. promoviert. Sie führt seit 1992 gemeinsam mit ihrem Mann eine Zahnarztpraxis in Lauda-Königshofen.
Baum ist evangelisch, verheiratet und hat eine Tochter.

## Partei
Baum ist seit 2013 Mitglied der Alternative für Deutschland und seitdem Vorsitzende des AfD-Kreisverbandes Main-Tauber. Von Juni 2013 bis März 2017 war sie außerdem stellvertretende Vorsitzende des AfD-Landesverbandes Baden-Württemberg. Sie war von Juni 2022 bis Juni 2024 Beisitzerin im AfD-Bundesvorstand.
Baum gilt als eine enge Vertraute von Björn Höcke und – als eine der Erstunterzeichnerinnen der Erfurter Resolution – süddeutsche Stimme des (mittlerweile aufgelösten) rechtsextremistischen Flügels.

## Abgeordnete
Baum erhielt bei der Landtagswahl 2016 im Wahlkreis Main-Tauber 17,2 Prozent der Stimmen und zog mit einem Zweitmandat in den Landtag ein. Sie gehörte von 2016 bis 2021 dem Landtag von Baden-Württemberg an. Baum entschied sich bei der Spaltung der AfD-Fraktion im Baden-Württembergischen Landtag nach der Causa Gedeon, in der AfD-Fraktion zu bleiben. Kurz darauf wurde sie von ihrer Fraktion für die AfD in den NSU-Untersuchungsausschuss des Landtages entsandt. Die Stuttgarter Nachrichten kritisierten sie für eine angeblich mangelnde Mitarbeit.
Nach verschiedenen Medienberichten beschäftigte Baum in ihrem Landtagsbüro den Rechtsextremisten Marcel Grauf, ein ehemaliges Mitglied der NPD und bekannt durch seine rassistischen, antisemitischen und volksverhetzenden Äußerungen.
Auf ihr Wahlkreisbüro in Tauberbischofsheim wurden 2020 vier Farbbeutel-Anschläge verübt, bei denen erheblicher Sachschaden entstand. Baum verglich eine der Beschädigungen mit den Novemberpogromen 1938 gegen die jüdische Bevölkerung.
Bei der Landtagswahl 2021 im Frühjahr trat Baum erneut als Kandidatin der AfD im Main-Tauber-Kreis an. Sie erhielt 10,7 Prozent der Stimmen und verpasste damit den Wiedereinzug in den Landtag.
Seit der Kommunalwahl 2019 gehört sie dem Kreistag des Main-Tauber-Kreises an.
Bei der Bundestagswahl 2021 im Herbst bewarb sich Baum im Bundestagswahlkreis Odenwald – Tauber und zog über die Landesliste der AfD Baden-Württemberg in den 20. Deutschen Bundestag. Sie wurde Mitglied im Ausschuss für Gesundheit.
Auf dem Aufstellungsparteitag der AfD Baden-Württemberg zur Bundestagswahl 2025 in Ulm im Oktober 2024 wurde Baum nicht erneut auf die Landesliste gewählt. Sie trat stattdessen im Bundestagswahlkreis Harz in Sachsen-Anhalt als Direktkandidatin an. Hier gewann sie das Direktmandat für den 21. Bundestag mit 39,0 Prozent der Erststimmen.

## Positionen
Eines ihrer politischen Hauptanliegen ist die nach eigener Aussage in Deutschland durch eine „Meinungsdiktatur“ bedrohte Meinungsfreiheit. Sie lud 2016 gegen die offizielle Linie des Landeschefs Meuthen den Thüringer AfD-Landeschef Björn Höcke zu einem Wahlkampfauftritt ein. Baum selbst war bereits im Herbst 2015 als Gastrednerin auf der von Höcke organisierten Erfurter AfD-Demonstration aufgetreten. Die Stuttgarter Zeitung zählt Baum zum „deutschnationalen Flügel“ der Partei. Baum verwendet Begriffe wie „Umvolkung“ oder „Bevölkerungsaustausch“ und taucht in einem Gutachten des Verfassungsschutzes zur AfD mehrfach auf.
Nach Ansicht Baums bewirkt die Flüchtlingspolitik von Bündnis 90/Die Grünen einen schleichenden Genozid an der deutschen Bevölkerung. Zudem sei die Wahl von Muhterem Aras zur Landtagspräsidentin ein Angriff auf die AfD sowie ein ganz klares Zeichen, dass die „Islamisierung Deutschlands“ in vollem Gang sei. Schwarzen Menschen, die Rassismus erfahren hatten, riet Baum, Deutschland zu verlassen: „Black people – go back to your home in Africa and live there without racism.“ Sie fordert ein Wahlrecht nach Abstammung. Auf Facebook bezeichnete sie sich als „Lobbyist der ‚Biodeutschen‘“, da „das hellhäutige, hier seit Jahrhunderten ansässige Volk, fast keine Interessenvertreter“ mehr habe.
In ihrer ersten Bundestagsrede am 7. Dezember 2021 sprach Baum von Corona-Maßnahmen als „Terror“, „Willkür“ und „Knechtschaft des Volkes“. Die Impfpflicht bezeichnete sie als „Vergewaltigung von Teilen des Volkes durch den Impfzwang“ und drohte den Abgeordneten der anderen Fraktionen mit Gewalt: „Durch die namentliche Abstimmung zu diesem Gesetz werden die Bürger zumindest genau wissen, wen sie zu gegebener Zeit zur Rechenschaft ziehen müssen.“
Bei einer Kundgebung im Rahmen sogenannter Corona-Proteste in Magdeburg am 8. Januar 2022 rief sie die Polizisten, die die Kundgebung begleiteten, indirekt dazu auf, sich auf die Seite der Demonstranten zu stellen: „Liebe Polizisten, Ihr werdet Euch eines Tages entscheiden müssen, auf welcher Seite Ihr steht. Ob Ihr die Hand gegen Euer eigenes Volk erhebt. Oder ob Ihr Euch auf unsere Seite stellt.“ Bei einer Kundgebung am 19. Februar desselben Jahres auf der Theresienwiese in Heilbronn rief sie die anwesenden Polizeibeamten zu Ungehorsam und Befehlsverweigerung auf. Im Juni 2022 postete sie zu einem Bild der Fußballnationalmannschaft bei Facebook: „Beim Betrachten des Fotos allerdings müsste man der Richtigkeit halber von einer ,passdeutschen Fußballnationalmannschaft‘ sprechen. Gibt es tatsächlich so wenig talentierte ‚Eingeborene‘?“. Im Dezember 2022 nahm Baum in Wien an einer Podiumsdiskussion der von dem ehemaligen FPÖ-Chef und Ex-Vizekanzler Österreichs Heinz-Christian Strache gegründeten „Plattform für Frieden und Neutralität“ teil, die sich unter Straches Moderation mit dem russischen Überfall auf die Ukraine befasste. Baum, die sich im Bundestag gegen den NATO-Beitritt Schwedens und Finnlands ausgesprochen hatte, gab zu verstehen, dass für sie nicht Putin für den Krieg verantwortlich sei. Sie zitierte den Preußenkönig Friedrich den Großen mit den Worten, Angreifer sei „derjenige, der seinen Gegner zwingt, zu den Waffen zu greifen“. Schon vor dem Krieg habe sie gedacht, „hoffentlich behält Putin die Nerven“, denn dieser sei „permanent provoziert“ worden.
Baum sieht Homöopathie als anerkannte Heilmethode an und spricht sich gegen Impfpflichten aus. Die EU charakterisiert sie als System der Vorschriften und Gängelung, welches das Ziel habe, die Selbstversorgung abzuschaffen, wodurch eine immer größere Abhängigkeit vom Staat und in der Folge eine Verteuerung einhergehe.
Baum erklärte sich im Juli 2024 mit dem rechtsextremen Magazins Compact solidarisch, nachdem dieses von Innenministerin Nancy Faeser verboten wurde. Sie sagte, mit dem Verbot sei die Presse- und Meinungsfreiheit zur Farce verkommen und die Bundesregierung habe ihren totalitären Charakter gezeigt. Laut Informationen der Zeit hatte sie zeitweise die Ehefrau des Compact-Gründers Jürgen Elsässer in ihrem Parlamentsbüro beschäftigt. Auf Einladung von Baum hatte im Mai 2024 die von Compact organisierte Veranstaltung Blaue Welle erstmals in Baden-Württemberg stattgefunden. Das Bundesverwaltungsgericht in Leipzig setzte im August 2024 das Verbot von Compact im Eilverfahren vorläufig aus.
Bei der Vertrauensfrage am 16. Dezember 2024 stimmte sie für Bundeskanzler Olaf Scholz und begründete ihr Votum mit einer angeblich höheren Kriegsgefahr unter einer möglichen Kanzlerschaft von Friedrich Merz.

## Einschätzung des Verfassungsschutzes
Der Verfassungsschutz schreibt in einem Gutachten, dass Baum versuche, immer wieder „anhand unsachlicher – teils rassistischer – Vergleiche die vermeintliche Absurdität des derzeitigen Staatsbürgerschaftsrechts herauszustellen“. Für die Politikerin sei nicht die Staatsangehörigkeit, sondern die ethnische Herkunft entscheidend, was mit Artikel 1 des Grundgesetzes nicht vereinbar sei.

## Sperre auf Facebook
2018 veröffentlichte Christina Baum auf Facebook das Foto eines 50-Euro-Scheins mit der Aufschrift „DEUTSCHE FRAU FIKEN, DANN TOT MACHEN“. Den Schein soll nach eigenen Angaben eine Bekannte an einem Automaten der Sparkasse Bad Mergentheim erhalten haben. Ein Sprecher des Sparkassenverbands Baden-Württemberg äußerte, dass alle Scheine aufwendig auf aufgemalte Schriftzüge und Zeichen überprüft werden, bevor sie in die Geldautomaten kommen. Der entsprechende Schein wäre demnach im Normalfall aussortiert worden, ausschließen wollte er die Authentizität der Schilderung jedoch nicht. Baum wurde im Anschluss auf Facebook wegen Hetze für 30 Tage gesperrt.

## Veröffentlichungen
- Der Einfluss des Waschprozesses und der Dampfsterilisation auf den Verschleiß von OP-Textilien. Würzburg 1989.